# Morgon (vin)

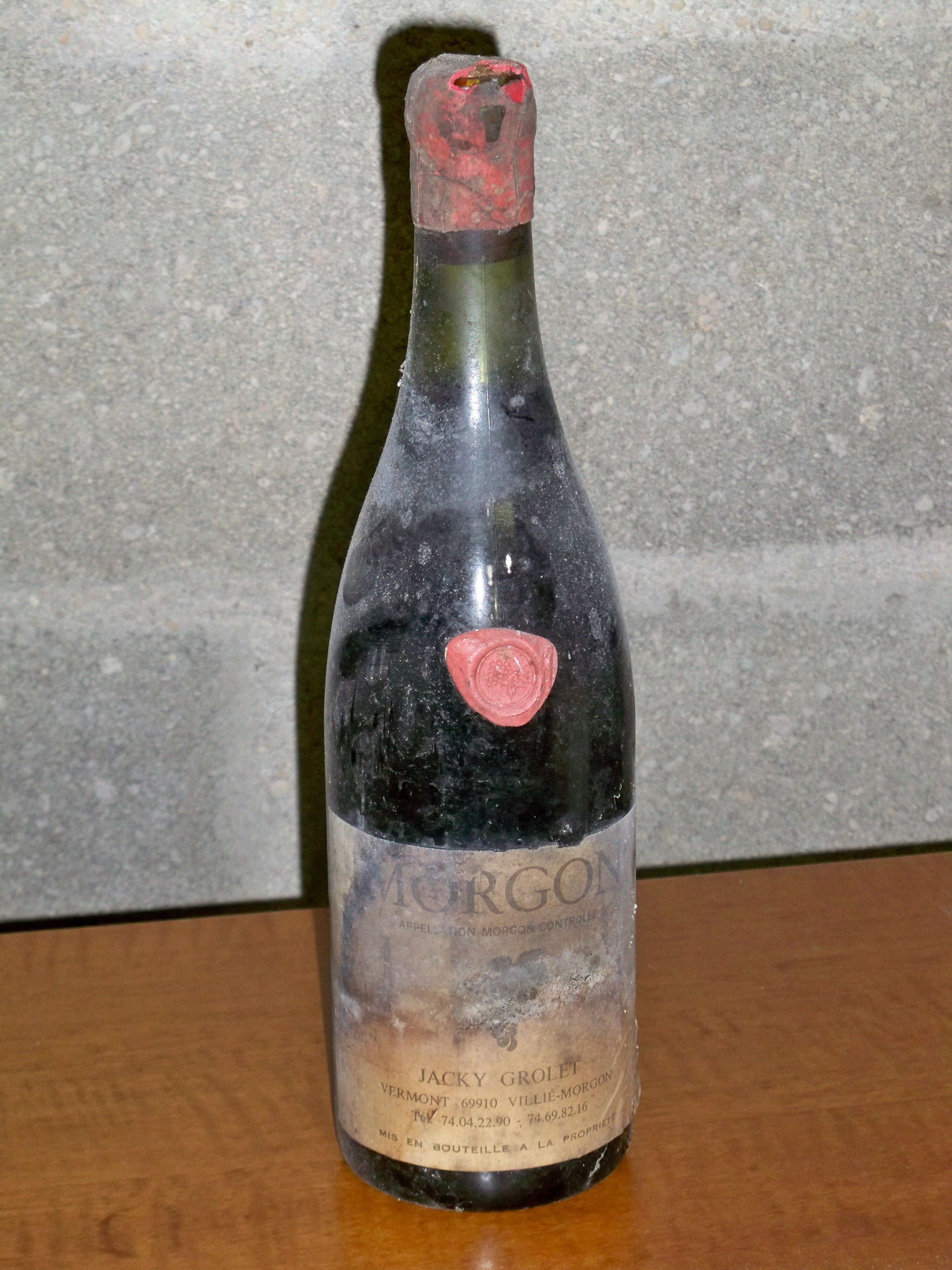
En flaska Morgon

Morgon är en fransk vinappelation som etablerades 1946 och används för viner framställda enligt vissa regler inom ett område på 1 140 hektar i norra Rhône. De druvor som används odlas på mellan 250 och 500 meters höjd över havet och utgörs framför allt gamay noir, men upp till 15% pinot noir tillåts (och kommer att tillåtas fram till år 2015) och vinerna påminner inte sällan om Bourgogne-viner. Den årliga produktionen var 2005 cirka 6,6 miljoner liter.